# Virtual YouTuber
Als Virtual YouTuber (japanisch バーチャルユーチューバー bācharu yūchūbā) oder kurz VTuber (ブイチューバー buichūbā) werden Webvideoproduzenten bezeichnet, die als computeranimierte Avatare auftreten. Sie nutzen dabei grafische Datenverarbeitung, Motion-Capture-Software und ähnliche Technologie. Im Jahr 2020 existierten mehr als 10.000 Virtual YouTuber.
Der Trend startete in den frühen 2010er-Jahren in Japan. In der Anfangszeit waren VTuber in Japan meist normale Webvideoproduzenten bzw. Livestreamer, welche Anime-inspirierte Avatardesigns verwendeten. Obwohl der Trend zu Beginn der 2010er entstand, wurde der Begriff „Virtual YouTuber“ erstmals im Jahr 2016 von Kizuna AI genutzt, die im gleichen Jahr begann, Content auf der Videoplattform YouTube zu veröffentlichen.
Für Bekanntheit sorgte unter anderem die Gründung von speziellen Talentagenturen für virtuelle YouTuber wie Hololive oder Nijisanji. Durch Fan-Übersetzungen und internationale VTuber stieg die Bekanntheit dieses Trends außerhalb Japans. Virtuelle YouTuber sind inzwischen in japanischen Fernsehwerbespots zu sehen.

## Überblick
VTuber sind Webvideoproduzenten oder Livestreamer, die computeranimierte Avatare verwenden. Das oft an Anime angelehnte Charakterdesign stammt häufig von bekannten Illustratoren, wobei mithilfe von Software wie Live2D in Echtzeit die Mimik und teilweise Gestik des Streamers auf den Avatar angewandt wird. VTuber-Avatare sind anthropomorph designt, wobei diese manchmal tierische Züge (Kemonomimi) aufweisen oder sonstige nicht-menschliche Züge haben. Sie werden mit der japanischen Populärkultur in Verbindung gebracht, wie zum Beispiel Anime und Manga. Laut der britischen BBC sind Virtual YouTuber in der Hinsicht einzigartig, dass ihr Inhalt „nicht an die Probleme einer echten Person oder Identität gebunden ist“. Die weltweite Popularität wird mit der „großen Kundschaft außerhalb Japans, die Manga und Anime lieben“ erklärt.

## Geschichte

### Anfänge
Die Anfänge des Trends lassen sich bis ins Jahr 2010 zurückverfolgen, als der Visual-Novel-Entwickler Nitroplus ab dem 12. Februar damit begann, in den offiziellen Videos eine 3D-animierte Version ihres Maskottchens Super Sonico zu zeigen. In diesen Videos, die auf dem offiziellen YouTube-Kanal hochgeladen wurden, sieht man Super Sonico üblicherweise über sich selbst sprechen und unternehmensrelevante Nachrichten über anstehende Veröffentlichungen ankündigen. Im Juni des Folgejahres lud die im Vereinigten Königreich lebende japanische Vloggerin Ami Yamato ihr erstes Video, welches einen animierten Avatar enthielt, auf der Videoplattform YouTube hoch.
Im Jahr 2012 startete das japanische Unternehmen Weathernews Inc. mit SOLiVE24 einen 24-stündigen Wetterlivestream auf Nico Nico Douga, YouTube und der unternehmenseigenen Website. Dieses Format zeigt den animierten, auf Vocaloid basierenden Charakter namens Weatheroid Type A Airi. Seit 2014 hat Aira ihre eigene Sendung, die donnerstags läuft. In dieser Sendung wurde sie mit Motion Capture animiert.

### Trend in Japan
Ende des Jahres 2016 startete der YouTube-Kanal der virtuellen YouTuberin Kizuna AI, die als erste durch ihre wachsende Popularität den Durchbruch schaffen konnte. Kizuna AI verwendete als erste virtuelle Webvideoproduzentin den von ihr geprägten Begriff Virtual YouTuber. Sie wurde durch das produzierende Unternehmen Activ8 kreiert und von Nozomi Kasuga gesprochen. Kizuna AI vermittelte ihren Fans ein Gefühl „wirklicher Intimität“, da sie in der Lage ist, auf deren Fragen zu reagieren. Binnen weniger Monate hatte Kizuna AI bereits zwei Millionen Abonnenten auf YouTube. Später wurde sie Kulturbotschafterin der Kokusai Kankō Shinkō Kikō, der nationalen Tourismusbehörde Japans. Die Popularität Kizuna AIs wird unter anderem durch die Übersättigung des Marktes mit traditionellen Webvideoproduzenten und durch ihr Verhalten erklärt, welches ihre Zuschauer nicht von ihr erwarten. Zum Beispiel hört man sie in ihren Videos, trotz ihres freundlichen Aussehens, häufig fluchen, wenn sie frustriert ist, während sie ein Spiel auf YouTube spielt.

### Internationaler Durchbruch

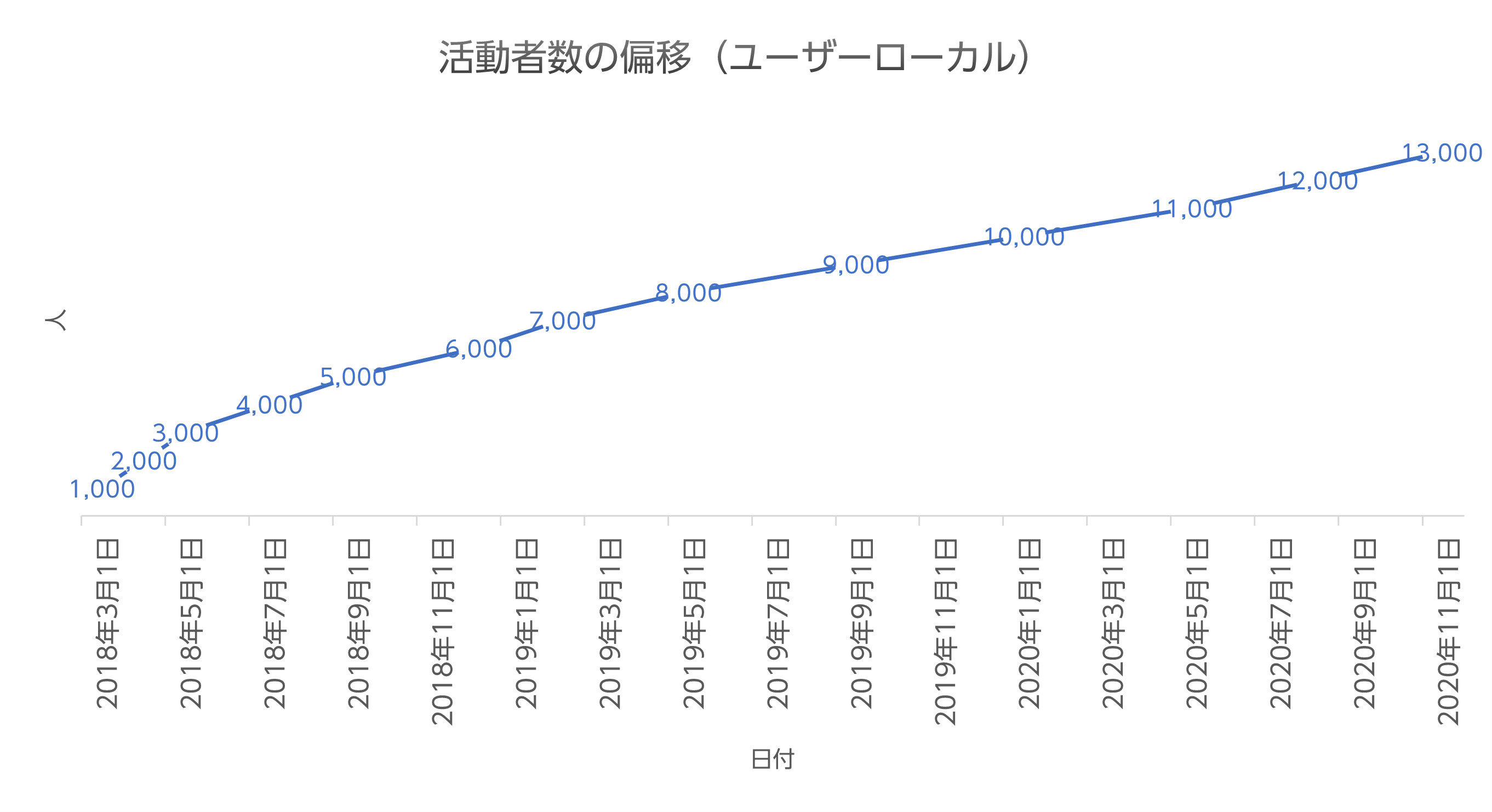
Entwicklung der Anzahl an aktiven VTubern von März 2018 bis November 2020.

Der plötzliche Anstieg der Popularität Kizuna AIs startete den Trend der Virtual YouTuber. Zwischen Mai und Mitte Juli des Jahres 2018 verdoppelte sich die Anzahl aktiver VTuber von 2.000 auf 4.000. Kaguya Luna und Mirai Akari wurden nach Kizuna AI die zweit- bzw. drittpopulärsten virtuellen YouTuber mit ca. 750.000 bzw. 625.000 Abonnenten. Nekomiya Hinata und Siro, die ebenfalls zu den frühen Vertreterinnen der Virtual YouTuber zählen, erreichten binnen eines halben Jahres eine halbe Millionen Abonnenten.
Anfang des Jahres 2018 gründete Anycolor Inc., zu dem Zeitpunkt noch als Ichikara tätig, die Agentur Nijisanji, welche sich auf Virtual YouTuber spezialisiert hat. Nijisanji trug zur wachsenden Popularisierung von Live2D-Modellen bei, anstatt 3D-Modelle zu nutzen. Zudem trug die Agentur dazu bei, dass virtuelle YouTuber auf Livestreaming umschwenkten, statt Videos zu produzieren, wie es bei Kizuna AI der Fall ist. Zur selben Zeit gründete Cover Corp. die Agentur Hololive, ursprünglich zur Vermarktung ihrer gleichnamigen VTuber-Software. Im November 2018 gründete das Videospielunternehmen Riot Games mit K/DA eine eigene virtuelle Girl Group, die von professionellen Sängerinnen vertont wird. Auf YouTube erreichen Musikvideos der Vtuber-Band millionenfache Aufrufe.
Nach ihren Erfolgen in Japan begannen virtuelle YouTuber auch international tätig zu werden. Agenturen wie Hololive und Nijisanji starteten Ableger in der Volksrepublik China, in Südkorea, Indonesien, Indien sowie für den englischsprachigen Raum. Ferner fingen sogenannte unabhängige virtuelle YouTuber („Independent VTubers“) an, in Japan und den Vereinigten Staaten in Erscheinung zu treten. Im Juli 2018 hatten alle virtuellen YouTuber zusammengerechnet knapp 12,7 Millionen Abonnenten und mehr als 720 Millionen Aufrufe. Bis Januar 2020 erhöhte sich die Zahl der aktiven virtuellen YouTuber auf 10.000. Im August dieses Jahres waren sieben der zehn erfolgreichsten Super-Chat-Verdiener auf YouTube virtuelle YouTuber, allen voran Kiryu Coco der Agentur Hololive, welche ungefähr 85 Millionen Yen, umgerechnet ca. 810.000 USD, generieren konnte. Die Hololive-VTuberin Usada Pekora war 2020 die weltweit am viertmeisten gesehene Gaming-YouTuberin.
Zur gleichen Zeit wurden VTuber auch auf der Streamingplattform Twitch immer bekannter und beliebter. Zu den bekanntesten englischsprachigen VTubern, die auch auf Twitch aktiv sind, zählen Mitglieder von VShojo wie Projekt Melody und Ironmouse.
Im September 2020 rief Anycolor, das Unternehmen hinter der Agentur Nijisanji, das Aggressive Acts and Slander Countermeasure Team ins Leben, mit dem Ziel, Opfern von Belästigung, speziell Onlinebelästigung, eine Anlaufstelle zu bieten und rechtliche Schritte gegen Täter einzuleiten. Die Ankündigung folgte auf den Rückzug der Hololive-VTuberin Mano Aloe, die zwei Wochen nach ihrem Start aufgrund von Belästigungen ihre Aktivitäten einstellte.
2021 kündigte Sony Music Entertainment Japan an, ebenfalls eine Agentur mit 50 VTubern starten zu wollen.
Der Kultur- und Trendreport von YouTube für das Jahr 2020 nannte VTuber als einen der Trends des vergangenen Jahres mit insgesamt 1.5 Milliarden Aufrufen pro Monat bis Oktober 2020. Kizuna AI wurde im März 2021 als eine der 60 wichtigsten Influencer in Asien bezeichnet. Anfang 2023 war Pekora mit 7,19 Millionen Sehstunden der beliebteste virtuelle YouTuber.
Seit der zwölften Verleihung der Streamy Awards gibt es eine Kategorie, die speziell an virtuelle YouTuber ausgerichtet ist. Auch bei den im Jahr 2022 aus der Taufe gehobenen Streamer Awards gab es eine Kategorie, die VTubern gewidmet ist. Im Jahr 2023 konnte mit Ironmouse erstmals eine virtuelle Webvideoproduzentin eine Auszeichnung in der Kategorie Content Creator of the Year bei den Game Awards gewinnen. Seit 2023 werden mit dem VTuber Award eine Preisverleihung organisiert, welcher ausschließlich an virtuelle Webvideoproduzenten richtet.

## Virtual YouTuber in Werbekampagnen

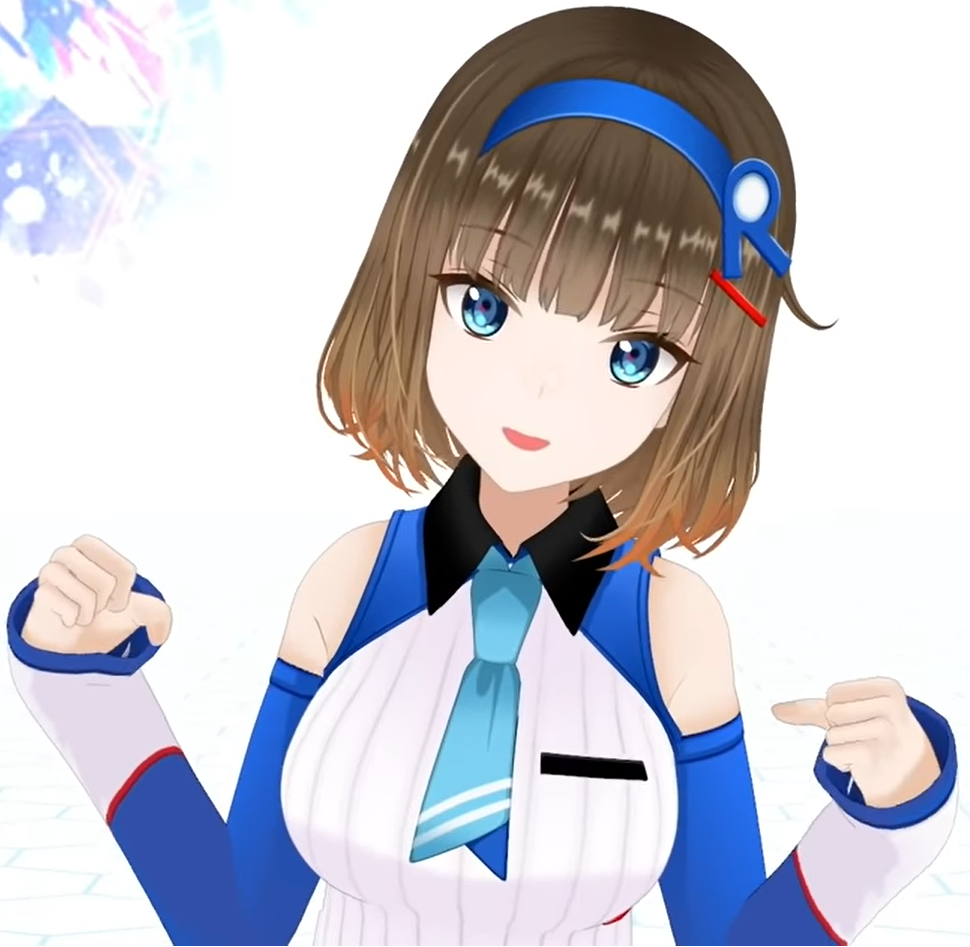
Nebasei Kokoro, eine VTuberin und Repräsentantin von Rohto Pharmaceutical.

Aufgrund ihrer Popularität haben Unternehmen und Organisationen VTuber als potenzielle Werbeträger erkannt, um ihre Produkte oder Dienstleistungen bekannter zu machen. Als Softbank im Jahr 2018 Apples iPhone XS und XS Max vorstellte, erschien Kizuna AI auf dem Event und bewarb die Produkte auf ihrem YouTube-Kanal.
Im August 2018 brachte Flyer Live Entertainment eine mobile App heraus, die es VTubern ermöglichte, Livestreams zu monetarisieren und ihre Zuschauer zu kontaktierten. In einer Pressemitteilung erklärte der Chef des Unternehmens, dass es nicht ausreiche, die Anzahl der virtuellen YouTuber zu erhöhen, da dies nicht effektiv sei. Stattdessen wolle man, dass die derzeit aktiven VTuber weiterhin ihren Content lieferten. Um dies zu erreichen, sei eine Vergrößerung der Fangemeinde und Monetarisierung notwendig. In der Folge investierte das Mutterunternehmen Gree Inc. zehn Milliarden Yen in VTuber mit einem zu erreichenden Umsatzziel von ebenfalls zehn Milliarden Yen. Im selben Jahr schuf die Präfekturregierung der Präfektur Ibaraki eine VTuberin namens Hiyori Ibara mit dem Ziel, sie zum Symbol der Präfektur zu machen. Hiyori Ibara war damit die erste VTuberin, die von einer regionalen Regierung eingesetzt wurde.
Am 24. Juni 2019 übertrug die VTuberin Kaguya Luna in Zusammenarbeit mit dem japanischen Unternehmen Nissin Foods den Livestream eines an einem Heißluftballon befestigten Smartphones, um Nissins Yakisoba-UFO-Nudeln zu bewerben. Am Ende des Livestreams war eine Höhe von 30 Kilometern erreicht und der bisherige Rekord von 18,42 Kilometern gebrochen. Die Aktion wurde als Livestream mit der größten Höhe über Normalnull ins Guinness-Buch der Rekorde aufgenommen.
Durch die wachsende Zahl der Zuschauer wurde auch die japanische Unterhaltungsindustrie auf das Phänomen Virtual YouTuber aufmerksam, die VTuber als geringes Risiko mit hohen Erträgen bewertet. Viele Marken haben mittlerweile deren Potenzial als Werbeträger erkannt, zumal das Internet das traditionelle Fernsehen in Bezug auf Werbung überholt hat.
Der Spieleentwickler Sega teilte 2021 mit, dass man das Maskottchen Sonic the Hedgehog zu einem virtuellen YouTuber machen wolle, welcher von Jun'ichi Kanemaru gesprochen wird.